# Fundació Sabino Arana
La Fundació Sabino Arana (en basc Sabino Arana Fundazioa) és una institució cultural vinculada al Partit Nacionalista Basc dedicada a promoure, estudiar i difondre el nacionalisme basc i adaptar els seus principis a la modernitat, indagant i recuperant la identitat basca i la comunicació amb altres pobles. Va ser constituïda oficialment l'11 d'octubre de 1988.

## Origen i organització interna
Ideada originalment en 1978-1979, encara que no es va constituir oficialment fins al 1988, com a entitat cultural, l'edifici es projectà durant aquests anys per tal de cobrir el buit de Sabin-Etxea (referint-se a "Casa de Sabino Arana") intervenint en el mateix Néstor Basterretxea Arzadun i Jorge Oteiza. L'organigrama inicial preveia la institució de: Institut d'Investigacions Estètiques Comparades, Institut Històric Sabino Arana, Arxiu, Biblioteca i Museu i Departament de Comunicació. La Fundació, sorgida del Partit Nacionalista Basc, es proposa ser una obra oberta i suprapartidista.
La Fundació està formada per una Junta Rectora presidida en l'actualitat per Juan María Atutxa i dirigida per Irune Zuluaga i també disposa d'un Patronat en el qual figuren destacades personalitats del nacionalisme basc. El seu president d'honor fins a la seva mort fa ser Anton Aurre Elorrieta.

## Activitats principals
La Fundació gestiona l'Arxiu del Nacionalisme Basc, amb seu a Artea (Biscaia), constituït per un fons documental de més d'un milió de documents que provenen majoritàriament dels arxius del Partit Nacionalista Basc, i també de donacions particulars. També gestiona el Museu del Nacionalisme Vasco.
Organitza anualment els Premis Sabino Arana des de 1988, el premi és una moneda d'or massís amb l'efígie de Sabino Arana realitzada per l'escultor català Joan Puigdollers. Des de l'any 2001 edita la revista Hermes a més d'altres publicacions i llibres. Realitza conferències, debats, seminaris.

## Presidents
Entre els presidents de la Fundació Sabino Arana, Patrick de la Sota, Jesús Insausti "Uzturre", Antton Artamendi, Ana Galarraga i Anton Aurre Elorrieta. Des de l'octubre del 2005 el seu president és Juan María Atutxa.